# Giovanna di Durazzo
Giovanna di Durazzo (1344 – Napoli, 20 luglio 1387), era la figlia maggiore e primogenita sopravvissuta di Carlo, duca di Durazzo, e di sua moglie, Maria di Calabria.
Succedette come duchessa alla morte del padre nel 1348 quando aveva solo quattro anni. Giovanna era un membro della casa d'Angiò-Durazzo. Regnò come duchessa di Durazzo dal 1348 al 1368. Si sposò con Luigi di Navarra e in seconde nozze con Roberto IV d'Artois, conte d'Eu.

## Vita
Il padre morì nel 1348 e Giovanna gli succedette, essendo la primogenita sopravvissuta. Tuttavia, invece di recarsi a Durazzo rimase a Napoli dove fu promessa in sposa al cugino Carlo Martello, figlio della regina Giovanna. Carlo Martello era l'erede in Ungheria in ragione della mancanza di eredi maschi. Da ragazzo fu trasferito in Ungheria, ma il fidanzamento fu rotto quando il ragazzo morì intorno al 1348 in Ungheria.
Nel 1365, all'età di ventuno anni, Giovanna sposò il suo primo marito Ludovico di Navarra, che divenne Duca di Durazzo per diritto di moglie. Era il figlio di Giovanna II di Navarra. Nel 1368 Durazzo fu conquistata dalla dinastia albanese dei Thopia sotto la guida del condottiero Carlo Thopia. Giovanna e il marito iniziarono subito a progettare la riconquista non solo di Durazzo, ma di tutte le terre dell'ex Regno Angioino d'Albania, conquistato dalla dinastia bulgara degli Sratsimir nel 1332. In questa impresa riuscirono a raccogliere il sostegno del fratello di Luigi, Carlo II il Malvagio e di Carlo V, re di Francia. Nel 1372, Ludovico portò la compagnia di mercenari navarresi, che aveva combattuto con lui durante la guerra di Francia, per aiutarli a prendere Durazzo. I loro ranghi si ingrossarono notevolmente nel 1375 con nuove reclute direttamente dalla Navarra. Sopravvivono molti documenti che raccontano della natura complessa nella pianificazione militare che fu intrapresa per raggiungere la vittoria. Riuscirono a prendere la città in piena estate nel 1376. Luigi morì poco dopo.
Luigi e Giovanna non avevano figli. Giovanna non riprese mai del tutto il pieno controllo di Durazzo e nel 1385 la città tornò nelle mani di Carlo Thopia.
Intorno al 1376 Giovanna si risposò con Roberto IV d'Artois, conte d'Eu . Anche questo matrimonio non diede figli. Roberto non fu a lungo conte di Eu, e lui e Giovanna non furono informati della morte del padre nel 1387. Giovanna e Roberto si trovavano a Castel dell'Ovo a Napoli quando furono entrambi avvelenati il 20 luglio 1387 per ordine della sorella di Giovanna Margherita, regina vedova e reggente di Napoli.
Giovanna fu sepolta nella basilica di San Lorenzo, a Napoli.

## Ascendenza
|                     |                 |                       | Genitori                        |  |  | Nonni |  |  | Bisnonni         |  |  | Trisnonni       |  |
|                     |                 |                       |                                 |  |  |       |  |  | Carlo II d'Angiò |  |  | Carlo I d'Angiò |  |
|                     |                 |                       |                                 |  |  |       |  |  | Carlo II d'Angiò |  |  | Carlo I d'Angiò |  |
|                     |                 | Beatrice di Provenza  |                                 |  |  |       |  |  | Carlo II d'Angiò |  |  |                 |  |
| Giovanni di Gravina |                 |                       |                                 |  |  |       |  |  | Carlo II d'Angiò |  |  |                 |  |
|                     |                 | Maria d'Ungheria      | Stefano V d'Ungheria            |  |  |       |  |  |                  |  |  |                 |  |
|                     |                 | Maria d'Ungheria      | Stefano V d'Ungheria            |  |  |       |  |  |                  |  |  |                 |  |
|                     |                 | Maria d'Ungheria      | Elisabetta dei Cumani           |  |  |       |  |  |                  |  |  |                 |  |
| Carlo di Gravina    |                 | Maria d'Ungheria      |                                 |  |  |       |  |  |                  |  |  |                 |  |
|                     |                 | Elia IX di Talleyrand | …                               |  |  |       |  |  |                  |  |  |                 |  |
|                     |                 | Elia IX di Talleyrand | …                               |  |  |       |  |  |                  |  |  |                 |  |
|                     |                 | Elia IX di Talleyrand | …                               |  |  |       |  |  |                  |  |  |                 |  |
| Agnese del Périgord |                 | Elia IX di Talleyrand |                                 |  |  |       |  |  |                  |  |  |                 |  |
|                     |                 | Brunissende de Foix   | …                               |  |  |       |  |  |                  |  |  |                 |  |
|                     |                 | Brunissende de Foix   | …                               |  |  |       |  |  |                  |  |  |                 |  |
|                     |                 | Brunissende de Foix   | …                               |  |  |       |  |  |                  |  |  |                 |  |
| Giovanna di Durazzo |                 | Brunissende de Foix   |                                 |  |  |       |  |  |                  |  |  |                 |  |
|                     | Roberto d'Angiò | Carlo II d'Angiò      |                                 |  |  |       |  |  |                  |  |  |                 |  |
|                     | Roberto d'Angiò | Carlo II d'Angiò      |                                 |  |  |       |  |  |                  |  |  |                 |  |
|                     | Roberto d'Angiò | Maria d'Ungheria      |                                 |  |  |       |  |  |                  |  |  |                 |  |
| Carlo d'Angiò       | Roberto d'Angiò |                       |                                 |  |  |       |  |  |                  |  |  |                 |  |
|                     |                 | Jolanda d'Aragona     | Pietro III d'Aragona            |  |  |       |  |  |                  |  |  |                 |  |
|                     |                 | Jolanda d'Aragona     | Pietro III d'Aragona            |  |  |       |  |  |                  |  |  |                 |  |
|                     |                 | Jolanda d'Aragona     | Costanza II di Sicilia          |  |  |       |  |  |                  |  |  |                 |  |
| Maria d'Angiò       |                 | Jolanda d'Aragona     |                                 |  |  |       |  |  |                  |  |  |                 |  |
|                     |                 | Carlo di Valois       | Filippo III di Francia          |  |  |       |  |  |                  |  |  |                 |  |
|                     |                 | Carlo di Valois       | Filippo III di Francia          |  |  |       |  |  |                  |  |  |                 |  |
|                     |                 | Carlo di Valois       | Isabella d'Aragona              |  |  |       |  |  |                  |  |  |                 |  |
| Maria di Valois     |                 | Carlo di Valois       |                                 |  |  |       |  |  |                  |  |  |                 |  |
|                     |                 | Mahaut di Châtillon   | Guido IV di Châtillon-Saint-Pol |  |  |       |  |  |                  |  |  |                 |  |
|                     |                 | Mahaut di Châtillon   | Guido IV di Châtillon-Saint-Pol |  |  |       |  |  |                  |  |  |                 |  |
|                     |                 | Mahaut di Châtillon   | Maria di Bretagna               |  |  |       |  |  |                  |  |  |                 |  |
|                     |                 | Mahaut di Châtillon   |                                 |  |  |       |  |  |                  |  |  |                 |  |